# المنسي (فلم)
المنسي هو فيلم مصري عرض عام 1993، بطولة عادل إمام ويسرا وكرم مطاوع، من تأليف وحيد حامد ومن إخراج شريف عرفة. وهو من أفلام عيد الأضحى 1413 هـ. 

## قصة الفيلم
تدور أحداث الفيلم خلال يوم واحد، ويتناول الصراع بين رجل أعمال فاسد ومتسلط، يريد تقديم سكرتيرته كضحية لتاجر ثري لإنهاء صفقة تجارية مهمة بالنسبة له، وبين شاب فقير وبسيط وضعته الظروف في طريق هذه الفتاة، ويسعى لإنقاذها متحدياً رجل الأعمال وحراسه، حيث يفاجأ (يوسف المنسي) عامل التحويلة بالفتاة (غادة) التي تدخل كشك التحويلة وتطلب حمايته، فهي سكرتيرة المليونير (أسعد ياقوت) رجل الأعمال الذي يقيم حفلًا صاخبًا ليعقد فيه صفقة مع أحد الشخصيات الهامة والذي يعجب بالسكرتيرة ويطلبها كشرط لإتمام الصفقة، ولكنها تهرب فيرسل رجل الأعمال أعوانه للبحث عنها وإجبارها على العودة.

## طاقم التمثيل
- عادل إمام: (يوسف المنسي)
- يسرا: (غادة)
- كرم مطاوع: (أسعد ياقوت)
- ناهد جبر: (زوجة أسعد ياقوت)
- مصطفى متولي: (فوزي - المسئول السابق)
- أحمد آدم: (شهبور - بائع الصحف)
- صلاح عبد الله: (عبد الفتاح)
- أحمد راتب: (عم فرغلي - عامل التحويلة)
- دينا: (فتاة الحلم - ضيفة الفيلم)
- علاء ولي الدين: (متفرج بالسينما - ضيف الفيلم)
- محمد هنيدي: (متفرج بالسينما - ضيف الفيلم)
- صافيناز الجندي: (الآنسة سمية)
- عائشة الكيلاني: (بهية)
- حسني عبد الجليل: (بواب الفيلا)
- بيير سيوفي: (مستر حسان)
- حمدي السخاوي: (مساعد حسان)
- حجاج عبد العظيم: (سائق الميكروباص)
- نبيل الهواري: (من رجال ياقوت)
- محمود عبد الغفار: (من رجال ياقوت)
- ليلى الإسكندرانية: (إحدى نساء العزاء في الميكروباص)
- فاطمة كشري: (إحدى نساء العزاء في الميكروباص)
- رانيا يوسف: (ضيفة بالحفل)
- طارق الطوبجي: (طفل)
- زهير صبرى
- أحمد الدلة
- محمود عبد اللطيف
- طارق فؤاد
- محمود السركي

## فريق العمل
- إخراج: شريف عرفة
- تأليف: وحيد حامد
- مدير التصوير: محسن نصر
- مونتاج: عادل منير
- موسيقى تصويرية: مودي الإمام
- إنتاج: أفلام وحيد حامد
- توزيع داخلي: الشركة العالمية للتليفزيون والسينما (حسين القلا)
- توزيع خارجي: أفلام وحيد حامد
- توزيع بدول الخليج العربي: الوسام للإنتاج والتوزيع

## روابط خارجية
- مقالات تستعمل روابط فنية بلا صلة مع ويكي بيانات